# 윌리엄 제닝스 브라이언

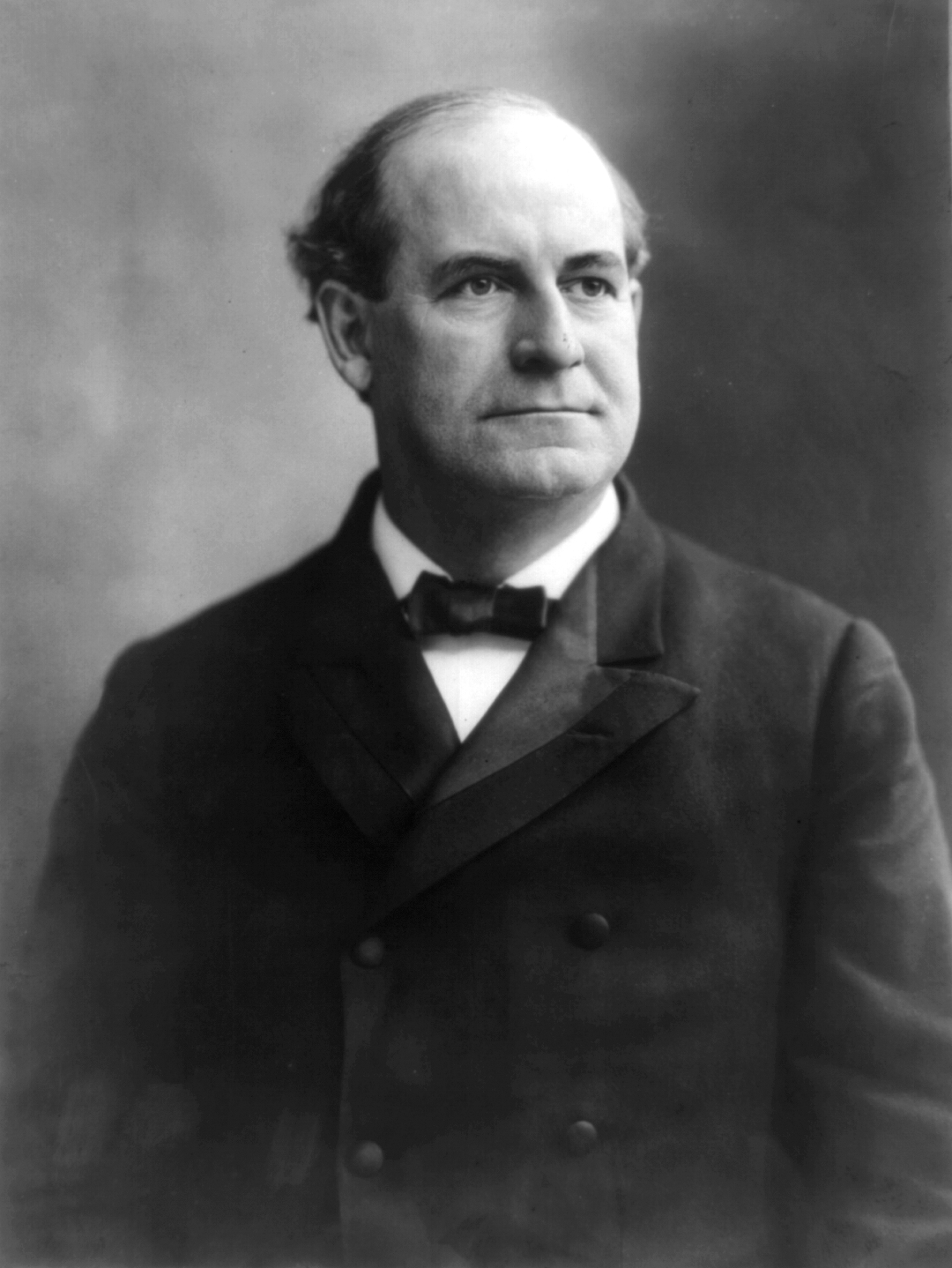
윌리엄 제닝스 브라이언

윌리엄 제닝스 브라이언(William Jennings Bryan, 1860년 3월 19일 ~ 1925년 7월 26일)은 미국의 정치인으로 1890년대부터 미국 민주당의 지도적 정치인이었다. 미국 대통령 선거에 3회 출마했다. 말년에는 스코프스 재판에 참여했다.

## 개요
브라이언은 미국 대통령 선거에서 민주당의 대통령 후보로 세 번 선출된 경력을 가지고있다. 미국 역사상 가장 인기있는 연설자 중 하나이며, 굵은 협박 목소리로 유명했다.
브라이언은 또한 경건한 장로교회 신자였고, 대중 민주주의 원리의 강한 옹호자이고 은행과 철도의 엄격한 비판자, 1890년대의 은본위제 운동의 지도자로 당시 민주당 내 유력자였다. 평화주의자, 금주법 지지자이자, 진화론을 반대하였고, 또한 19세기 후반과 20세기 초반 미국의 포퓰리즘(인민주의자)의 가장 유명한 지도자 중 하나였다.
그는 "위대한 보편주의자들"(Great Commoner)이라고 일반인의 정의와 분별에 대해 절대적인 신뢰를 가지고 있었다. 그는 1896년과 1900년의 대통령 선거에서 격전 끝에 윌리엄 매킨리에 패배하긴 했지만, 민주당 내의 영향력은 유지했다.
브라이언은 미국 역사에서 가장 활발한 유세자 중 하나였으며, 대통령 후보로 전국 유세 여행을 시작한 인물이다. 그는 대통령 선거에 세 번 출마했지만 모두 패했다. 1896년 미국 대통령 선거에서는 ‘은의 자유 주조’(Free Silver) 운동, 1900년 대선에서 반제국주의 운동, 1908년 미국 대통령 선거에서는 반독점 운동을 공약했다. 그리고 트러스와 대형 은행과 싸웠고, 포퓰리즘을 받아들이는 것을 요구해 민주당을 농민과 노동자를 대표하는 당으로 재생시켰다.
그는 1913년에 우드로 윌슨 대통령에 의해 국무 장관에 임명되었다. 독점 자본주의에 대한 그의 사회 개혁안의 일부(소득세법, 누진 과세 채용), 상원 의원의 직접선거제, 참정권, 금주법, 선거 자금 공개 의무법 등)은 윌슨 대통령 아래에서 실현되었다. 하지만 브라이언은 제1차 세계 대전 중인 1915년에 독일 잠수함에 의한 여객선 루지타니아 호 격침 때의 대 독일 정책에 대해 대통령과 견해를 달리했기 때문에 사임했다.
1920년대에 그는 금주법의 강한 옹호자였다. 1925년에 사망했다.

## 진화론 반대
세계 1차 대전 이후 브라이언은 진화론을 반대하는 기독교 근본주의 운동에 가담했다. 그가 여기에 참여하게 된 이유는 세계대전을 겪으면서 보게 된 인간의 어두운 측면 때문이었다. 신으로부터 창조된 고귀한 존재인 인간이라는 자각이 참혹한 전쟁으로 인해 사라져가고, 진화 이론이 등장하면서 '인간은 원숭이의 후손일 뿐이다'는 생각이 들자 민주주의와 기독교에 대한 위협으로 생각했다고 한다.
한편 그가 진화론에 반대한 이유는 기독교 근본주의에서 이야기하는 이유와 다소 달랐다. 과학적, 신학적 이유에서가 아니라 그는 진화를 용인할 경우 "우리의 논적들에게 그들이 재빨리 이용할 수 있는 논리를 제공하기 때문"이라고 했다. 이런 점만 아니라면 그는 인간 이전의 진화에 대해선 반대하지 않는다고 하였다.
다음은 그가 지지한 입장이다.
- 날-시대 이론
- 오랜 지구 창조설

## 같이 보기
- 진보 시대

## 역대 선거 결과
| 선거명      | 직책명                          | 대수 | 정당   | 득표율 | 득표수 (선거인단)   | 결과 | 당락                       |
| ----------- | ------------------------------- | ---- | ------ | ------ | ------------------- | ---- | -------------------------- |
| 1890년 선거 | 하원의원 (네브래스카 제1선거구) | 52대 | 민주당 | 44.49% | 32,376표            | 1위  | 네브래스카주 하원의원 당선 |
| 1892년 선거 | 하원의원 (네브래스카 제1선거구) | 53대 | 민주당 | 44.90% | 13,784표            | 1위  | 네브래스카주 하원의원 당선 |
| 1894년 선거 | 상원의원 (네브래스카 제2부)     | 54대 | 민주당 | 12.88% | 17표                | 3위  | 낙선                       |
| 1896년 선거 | 미국의 대통령                   | 25대 | 민주당 | 46.73% | 6,511,495표 (176명) | 2위  | 낙선                       |
| 1900년 선거 | 미국의 대통령                   | 26대 | 민주당 | 45.51% | 6,358,345표 (155명) | 2위  | 낙선                       |
| 1908년 선거 | 미국의 대통령                   | 27대 | 민주당 | 43.05% | 6,406,801표 (162명) | 2위  | 낙선                       |

## 참고 문헌
- 로널드 L. 넘버스 (2016). 《창조론자들》. 새물결플러스. ISBN 9791186409558.